# Montscheinspitze
Die Montscheinspitze (auch Mondscheinspitze) ist ein 2106 m ü. A. hoher Berg im Vorkarwendel in Tirol. Er ist der höchste und zugleich auch einer der formschönsten Gipfel des Vorkarwendels. Nach Norden schließt sich das Schleimskar mit einem kleinen Karsee an, das nach Westen und Osten von steilen Graten begrenzt wird.
Der Gipfel ist von Osten über Pertisau und das Gerntal zu erreichen.
Der Südanstieg erfolgt aus dem Rißtal beginnend bei den Hagelhütten (1077 m ü. A.) über die Plumsjochhütte, das Plumsjoch (1921 m ü. A.) und die Montscheinsenke zum Gipfel. Der Anstieg ist von keiner der beiden Seiten einfach und erfordert erfahrene und trittsichere Bergsteiger, da Stellen im I. und II. Schwierigkeitsgrad der UIAA-Skala zu bewältigen sind.

## Etymologie
Der Begriff monticinu (Montschein) ist romanischen Ursprungs und bedeutet kleine Bergweide. Der Name des Berges hat also keinen Bezug zum Begriff Mondschein, obwohl der Name des Berges in der Literatur manchmal zu „Mondscheinspitze“ verballhornt wurde.

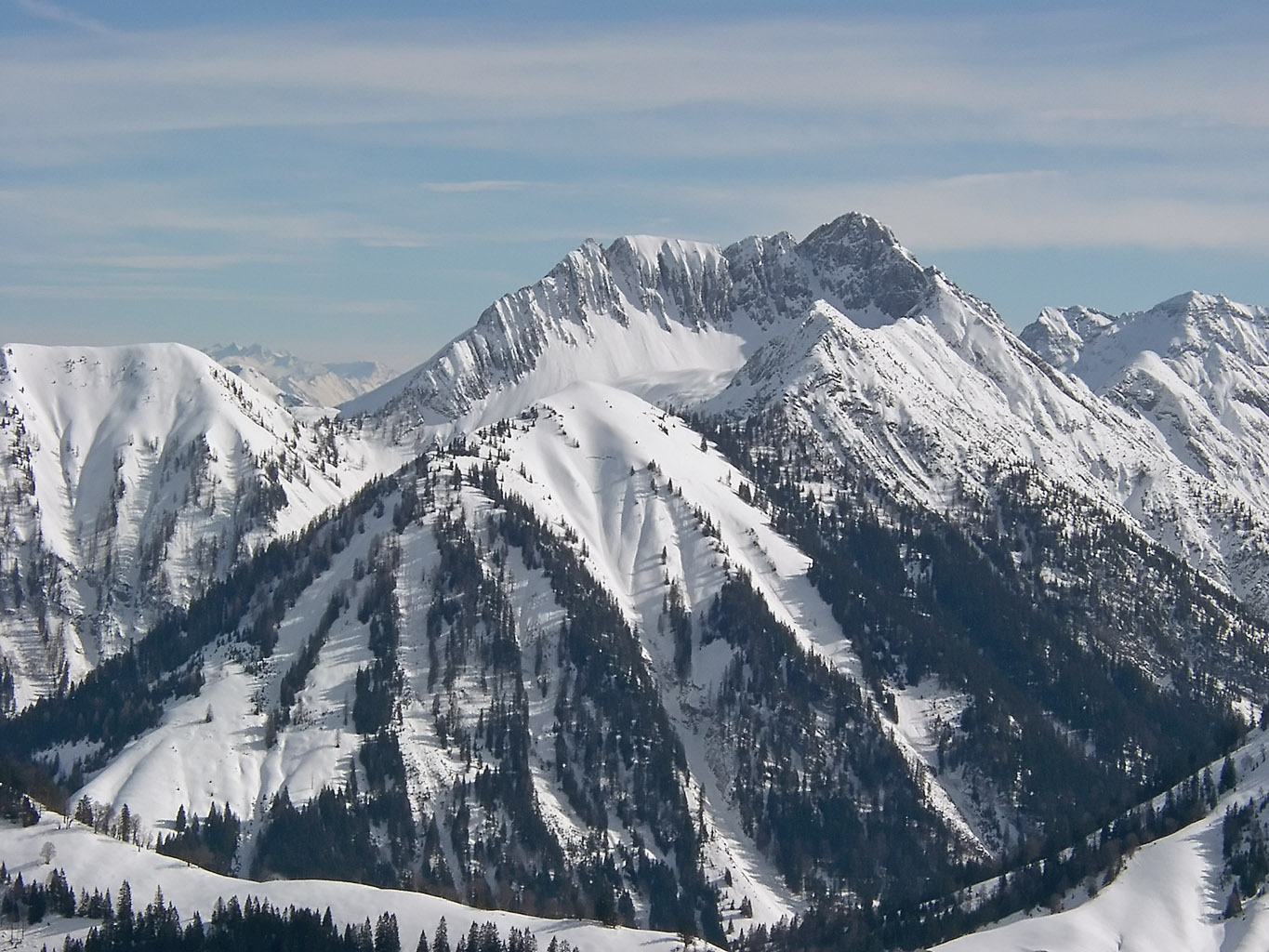
Die charakteristische Nordseite der Montscheinspitze mit den Vorgipfeln Der Kotzen (links) und Der Mantschen (Mitte)
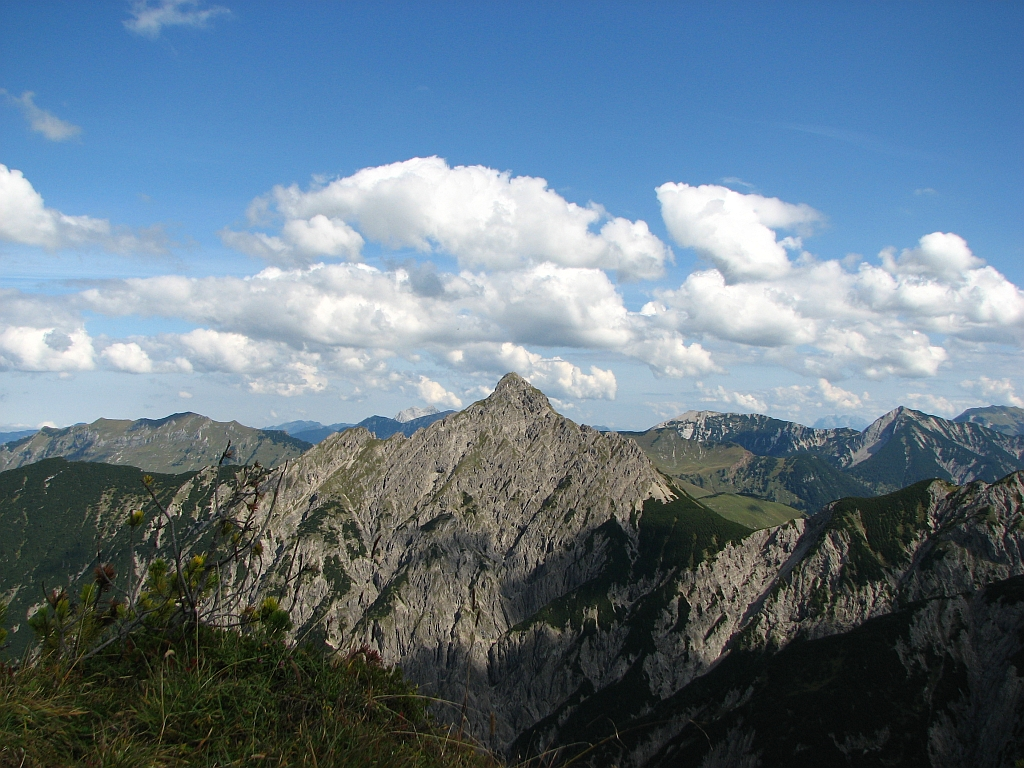
Die Montscheinspitze von Westen
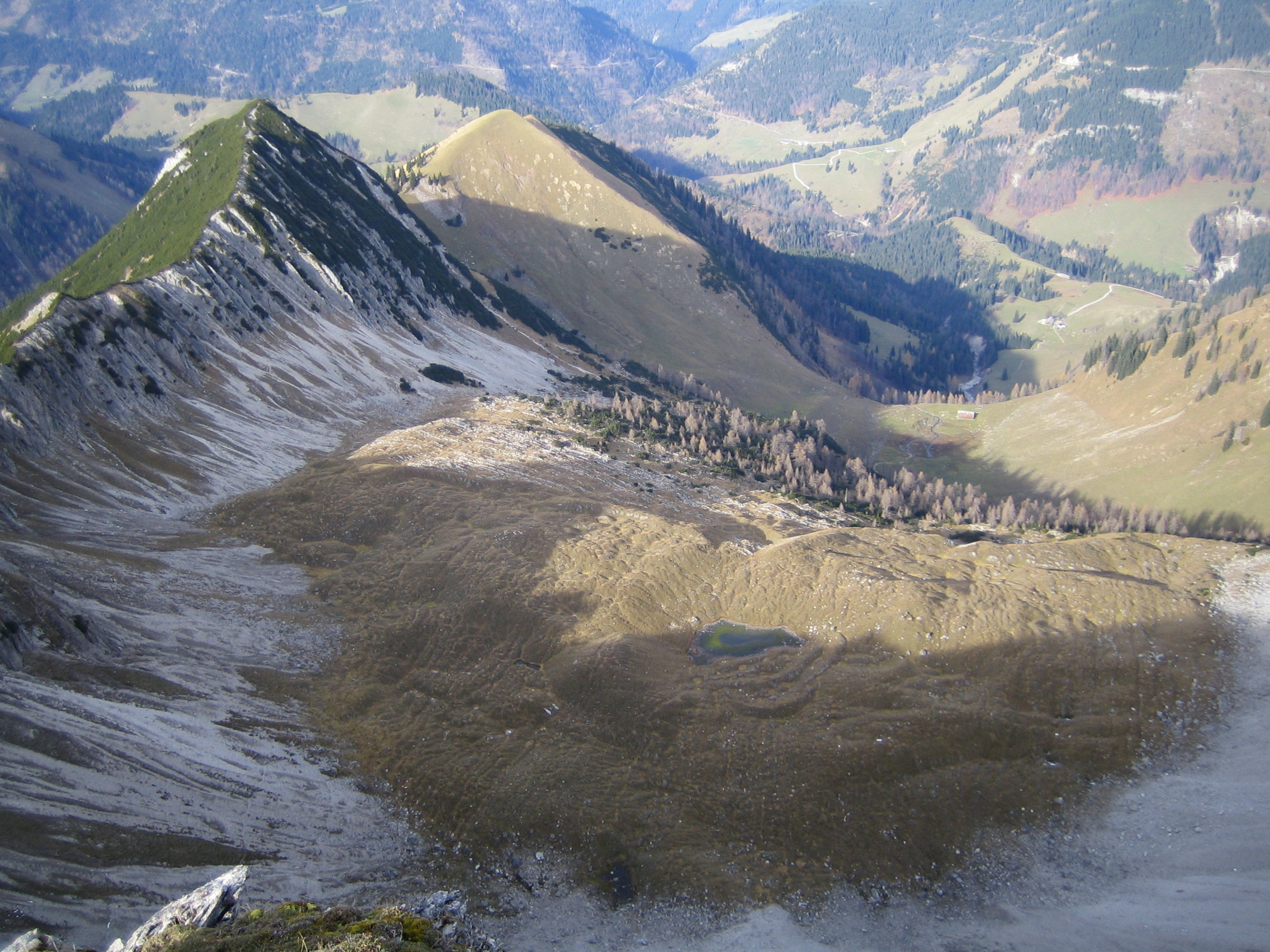
Blick vom Gipfel auf das Plateau mit Schleimskar und Karsee
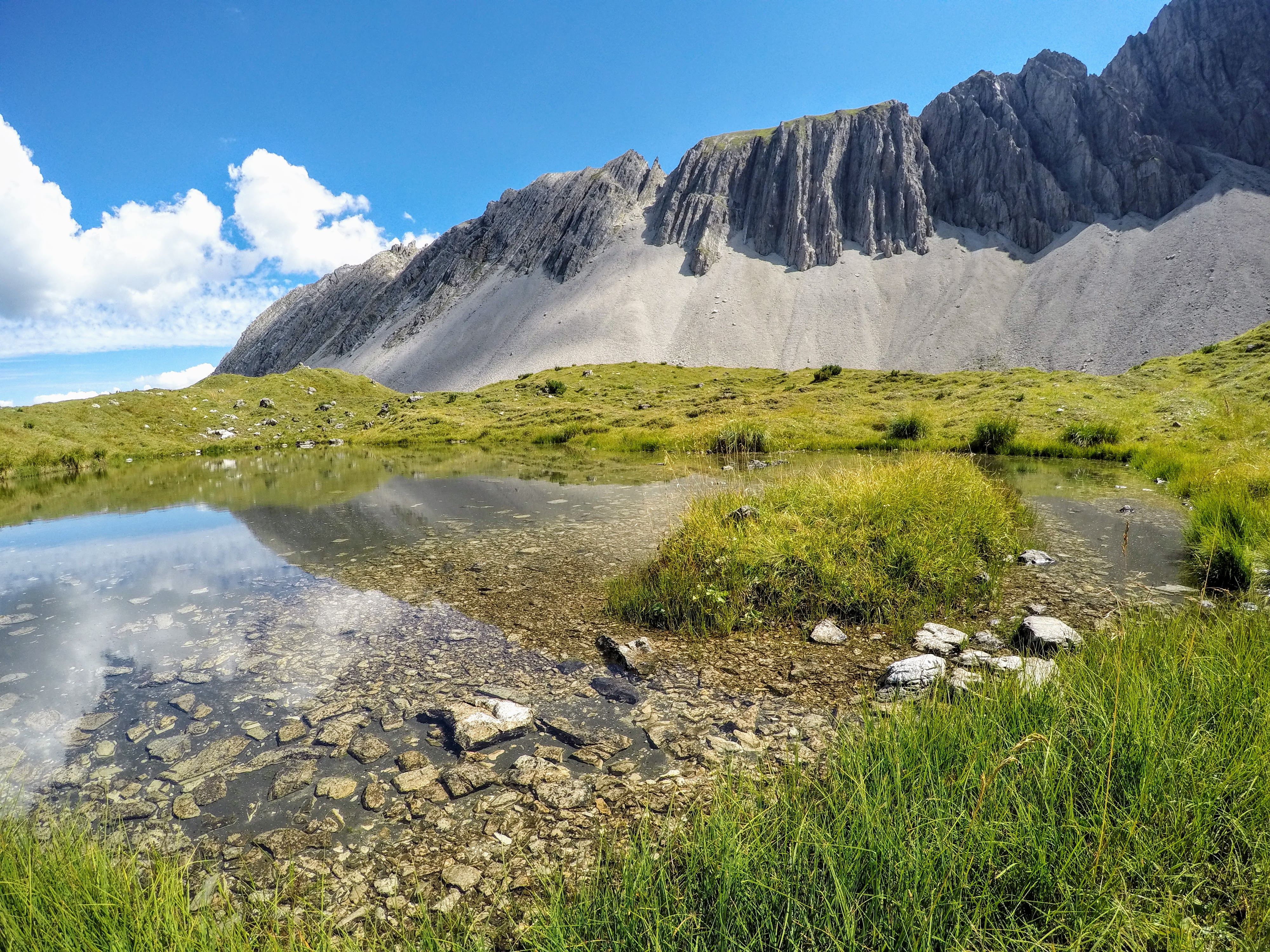
Karsee und Ostgrat